# Џавахетија
Џавахетија (груз. ჯავახეთი [javakheti] — Џавахети) је историјска покрајина на југу Грузије, а покрива подручје савремених општина: Ахалкалаки, Ниноцминда и делимично Аспинџа. Историјски гледано, граница Џавахетије на западу је река Кура, а на северу, југу и истоку је омеђена планинама Шавшат, Самсари и Ниалискури. Основне привредне активности у овом региону су пољопривреда за сопствене потребе, посебно кромпир и узгајање стоке.
1995. године, дистрикти Ахалкалаки и Ниноцминда који су чинили историјску територију Џавахетије, спојени су са сусједним подручјем Мешкетијом да формирају нови административну област — Мешкетија-Џавахетија. Јермени чини већину становништва Џавахетије.

## Етимологија
У терминологији, име Џавахетија вуче корене из речи javakh, који са традиционалним грузијским суфиксом -eti (Javakheti) значи „дом Џаваха”.

## Историја
За овај регион је забележено да се 785. године п. н. е. користи термин Zabakha. Према Грузијским хроникама, провинције Иберије (Картлија) су биле: Гачијани и Гардабани, тј. историјски регион Грузије — Квемо (Доњи Картли). У 5. веку, за време владавине Вахтанга V Горгасланија, Џавахетија је била провинција Иберије. И у 10. веку јерменски научник помиње Џавахетију као део Грузије (Иберије). Џавахетија је била важан део Краљевства Картли. У 11. веку Ахалкалаки постаје центар горње Џавахетије. За време Краљевства Грузије (11—13. век) изграђење су џавахетски мостови, цркве, самостани и краљевска резиденције. Од 13. века Џавахетија укључује територије Палакацио (данашња Турска) и делове Мешкетије. У 15. веку део је кнежевства Самцхе-Саатабаго. Столеће после, регија је окупирана од стране Османлија, а грузини се селе према унутрашњости, у Имеретију и Картли. Они који су остали, постепено су прихватили ислам.
У првој трећини 19. века, након двају руско-персијских ратова, Русија је заузела југ Кавказа, а цела Грузија, заједно с остатком Кавказа постала је делом Руског царства. Од тада, па све до грузијске независности 9. априла 1991. године, овај регион је део државе којом се управљало из Москве.